# Ignotum per ignotum
Ignotum per ignotum (z łac. nieznane przez nieznane) – błąd logiczny popełniany podczas definiowania. Polega na zbyt skomplikowanym wyjaśnianiu definiowanego terminu w sposób niedostosowany do kompetencji odbiorcy komunikatu. Oznacza to, że nieznany termin (definiendum) wyjaśniany jest (definiens) za pośrednictwem skomplikowanego słownictwa, nieznanego odbiorcy. Błąd jest niezgodny z pragmatycznym postulatem poprawności definicji.

## Przykład
Tłumaczenie osobie niekompetentnej pojęcia enzym jako białko katalizujące.
Pewnym ominięciem błędu będzie wyjaśnienie, iż enzym jest to substancja przyspieszająca reakcje zachodzące w komórkach żywego organizmu.
W ten sposób ominięto słowo kataliza, które może być nieznane dla odbiorcy, który nie ma odpowiedniej wiedzy z dziedziny chemii.